# Muespach-le-Haut
Muespach-le-Haut je občina v departmaju Haut-Rhin francoske regije Alzacija.
Leta 1990 je v občini živelo 676 oseb oz. 98 oseb/km².